# Miradouro de Santa Margarida (Terra do Pão)

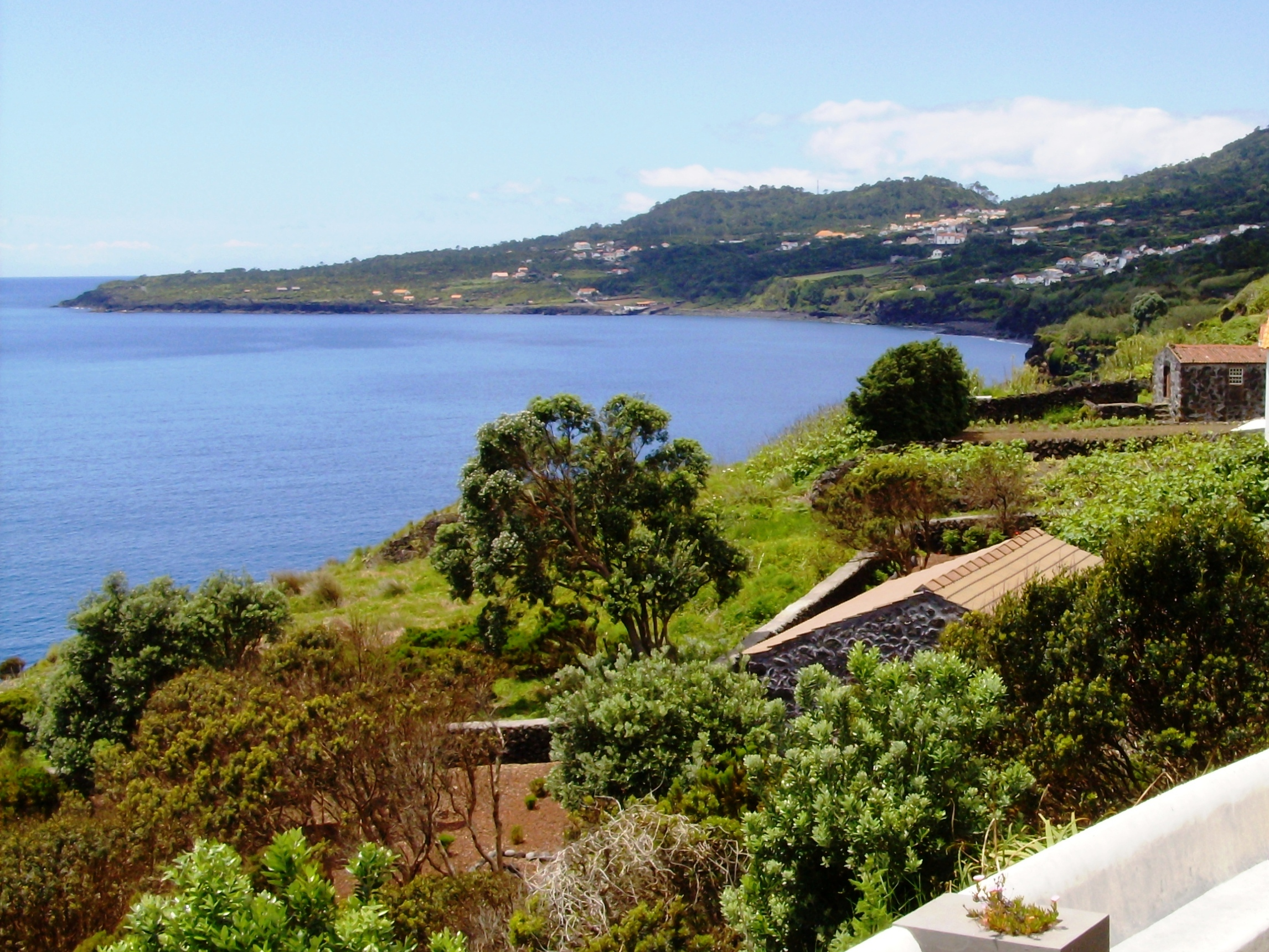
Miradouro de Santa Margarida, Pico.

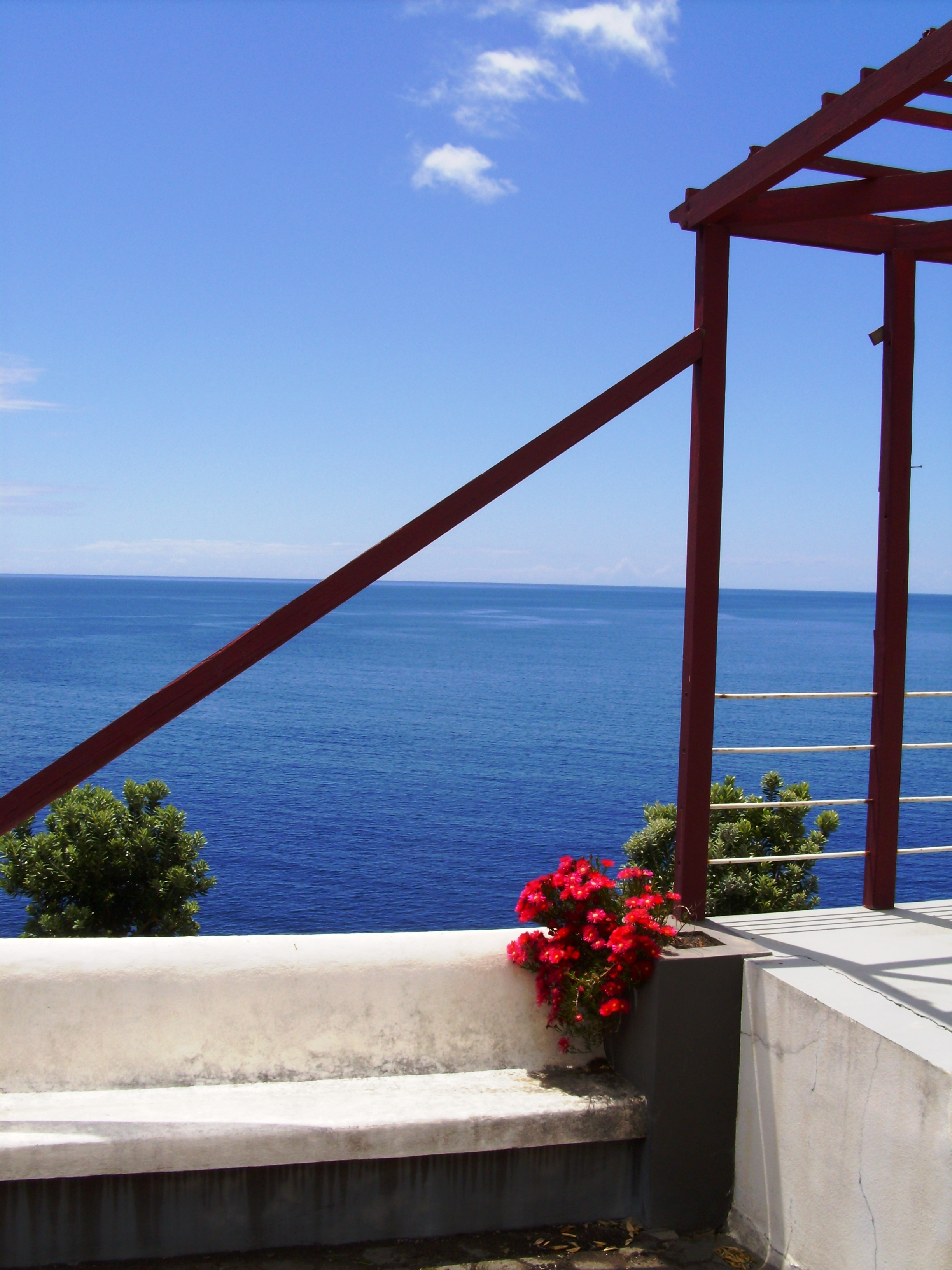
Miradouro de Santa Margarida, Pico.

O Miradouro de Santa Margarida localiza-se na freguesia de São Caetano, no concelho da Madalena, na ilha do Pico, nos Açores.
Fronteiro à Igreja de Santa Margarida, deste miradouro descortina-se uma vista excepcional sobre a localidade de Terra do Pão, tendo o oceano Atlântico como pano de fundo.